# René Mandri
René Mandri (nascido em 20 de Janeiro de 1984, em Jõgeva) é um ciclista de estrada estoniano, atualmente competindo pela equipe francesa de categoria UCI ProTeam, Ag2r-La Mondiale.

## Equipes profissionais
- Auber 93 (2006)
- Ag2r-La Mondiale (2007-)

## Títulos
- Trophée Luc Leblanc (2006)
- Grande Prémio de Frauenfeld (2005)
- G.P. de Saint Etienne (2005)
- Tour du Pays Roannais (2005)
- Campeão Nacional Sub-23 de Contra-relógio (2005)
- Vice-campeão europeu Sub-23 de ciclismo de estrada (2006)